# Crossodactylus franciscanus
Crossodactylus franciscanus es una especie de anfibio anuro de la familia Hylodidae.

## Distribución geográfica
Esta especie es endémica de Minas Gerais en Brasil. Se encuentra en São Roque de Minas y Passos.

## Descripción
Los machos miden de 20 a 22 mm y las hembras de 20 a 23 mm.

## Etimología
El nombre de la especie le fue dado en referencia al lugar de su descubrimiento, la cuenca del río São Francisco.

## Publicación original
- Pimenta, Caramaschi & Cruz, 2015: Synonymy of Crossodactylus bokermanni Caramaschi & Sazima, 1985 with Crossodactylus trachystomus (Reinhardt & Lütken, 1862) and description of a new species from Minas Gerais, Brazil (Anura: Hylodidae). Zootaxa, n.º 3955, p. 65–82.[2]